# エイジ (小説)
『エイジ』は、重松清による小説。1998年に『朝日新聞』にて連載された。1999年、第12回山本周五郎賞を受賞した。
東京郊外の中学生の、同級生が起こした通り魔事件、恋、家族への真の想いが詰まる。
2000年7月20日にNHK総合テレビで本作を原作とした同名のテレビドラマが放送された。

## あらすじ
東京近郊のニュータウンに住む中学2年生のエイジ（高橋栄司）の日常生活を通し、連続通り魔を実行した同級生、挫折したバスケットボール、好きな女の子、元親友への想いをリアルに描く。

## 書誌
- 朝日新聞社 1999年1月 ISBN 4087744639
- 朝日文庫 2001年7月 ISBN 4022642742
- 新潮文庫 2004年7月 ISBN 4101349169

## テレビドラマ
放送時間は19:30-20:45で、2000年10月9日の14:35-15:45に再放送された。サブタイトルは『14歳・思春期「普通の」少年が犯罪を犯す時！心の叫びは、親に届くのか？』であった。本作品はギャラクシー奨励賞（月間賞）を受賞し、2000年度芸術祭参加作品でもある。

### 出演
- 田中聖（エイジ役）
- 中村雅俊（繁役）
- 浅田美代子（幸子役）
- 橋本真実（恵子役）
- 盛内愛子
- 藤間宇宙
- 木場勝己

### 主題歌
口笛が吹けない （中村雅俊）
自身の音楽への興味を与えるきっかけになったという中村に、THE BOOMの宮沢和史が書き下ろした曲を提供。ドラマ内ではこの曲は中村演じるエイジの父親が作ったという設定になっている。また、THE BOOMは2000年に発表したアルバム『LOVIBE』でこの曲をセルフカバーしている。